# Plankinton, Dakota de Sud
Plankinton este un oraș și sediul comitatului Aurora, statul  Dakota de Sud,  Statele Unite ale Americii. Populația a fost de 707 locuitori la data recensământului din anul 2010. GR6
Plankinton a fost numit după John Plankinton, un prieten și colaborator de-al lui Alexander Mitchell, președintele companiei Milwaukee Road. Originar din Milwaukee, Wisconsin, John Plankinton, un hotelier și om de afaceri din domeniul produselor agricole, a creat în localitatea care îi poartă numele un târg anual al cerealelor, care a devenit un eveniment de succes și a inspirat crearea unui muzeu dedicat cerealelor, Corn Palace, care se găsește în localitatea alăturată Mitchell,  Dakota de Sud.

## Geografie
Conform datelor culese de United States Census Bureau, orașul se întinde pe o suprafață de 1.7 km² (sau 0.6 square miles), în întregime uscat.
Plankinton are codul poștal (Cod ZIP) 57368 și codul FIPS 50020.